# Прери Риџ (Вашингтон)
Прери Риџ (енгл. Prairie Ridge) насељено је место без административног статуса у америчкој савезној држави Вашингтон.

## Демографија
По попису из 2010. године број становника је 11.464, што је 224 (-1,9%) становника мање него 2000. године.
| Група             | 2000.          | 2010.         |
| Белци             | 10.658 (91,2%) | 9.904 (86,4%) |
| Афроамериканци    | 63 (0,5%)      | 112 (1,0%)    |
| Азијати           | 106 (0,9%)     | 177 (1,5%)    |
| Хиспаноамериканци | 393 (3,4%)     | 687 (6,0%)    |
| Укупно            | 11.688         | 11.464        |